# Rudolf Flögel
Rudolf Flögel, dit Rudi, né le 13 décembre 1939 à Vienne, est un footballeur international autrichien.
Sélectionné à 40 reprises en équipe nationale autrichienne entre 1960 et 1969, cet attaquant réalise l'essentiel de sa carrière au Rapid de Vienne. Il est le père de Thomas Flögel, devenu à son tour footballeur international autrichien.

## Carrière
Rudi Flögel réalise pratiquement toute sa carrière, de 1958 à 1972, au Rapid de Vienne, pour lequel il marque 194 buts en 430 matchs toutes compétitions confondues (145 buts en 333 matchs de championnat) et dont il devient le capitaine pour ses deux dernières saisons. Il y remporte le championnat à quatre reprises (en 1960, 1964, 1967 et 1968), ainsi que la coupe d'Autriche (en 1961, 1968, 1969 et 1972). 
Il fait ses débuts en équipe nationale en mai 1960 face à l'Écosse. Sa 40e et dernière sélection date de septembre 1969 pour un match amical face à la RFA. Il inscrit six buts pour l'Autriche.
Il arrête finalement après deux piges d'un an à l'Admira Wiener Neustadt puis à Simmering. Il se reconvertit ensuite comme entraîneur et passe au FC Simmering, au SC Neusiedl, au VfB Mödling et au Prater SV.

## Statistiques
| Saison    | Club                           | Championnat | Championnat | Championnat | Coupe(s) nationale(s) | Coupe(s) nationale(s) | Compétition(s) continentale(s) | Compétition(s) continentale(s) | Compétition(s) continentale(s) | Total | Total |
| Saison    | Club                           | Division    | M.          | B.          | M.                    | B.                    | Comp.                          | M.                             | B.                             | M.    | B.    |
| 1958-1972 | Rapid Vienne                   | D1          | 333         | 145         | 53                    | 37                    | -                              | 44                             | 12                             | 430   | 194   |
| 1972-1973 | SV Admira Wiener Neustadt (de) | -           | -           | -           | -                     | -                     | -                              | -                              | -                              | 0     | 0     |
| 1973-1974 | 1. Simmeringer SC              | -           | -           | -           | -                     | -                     | -                              | -                              | -                              | 0     | 0     |